# Gael García Bernal
Gael García Bernal, född 30 november 1978 i Guadalajara, Jalisco, är en mexikansk skådespelare och producent. 
Han har nått internationell berömmelse bland annat genom filmen Dagbok från en motorcykel där han spelade Che Guevara. Vid Golden Globe-galan 2016 prisades han för huvudrollen i TV-serien Mozart in the Jungle.

## Filmografi, i urval
- 2000 – Amores Perros - Älskade hundar
- 2001 – Din morsa också!
- 2001 – Från himlen intet nytt
- 2002 – Fader Amaros synder
- 2004 – Dagbok från en motorcykel
- 2004 – Dålig uppfostran
- 2005 – The King
- 2006 – The Science of Sleep
- 2006 – Babel
- 2008 – Blindheten
- 2009 – Mammut
- 2009 – The Limits of Control
- 2010 – Letters to Juliet
- 2010 – Even the Rain
- 2011 – A Little Bit of Heaven
- 2012 – No
- 2014–2015 – Mozart in the Jungle (TV-serie)
- 2025 – Holland